# Зелёный Рог (Почепский район)
Зелёный Рог  — деревня в Почепском районе Брянской области России. Входит в состав Речицкого сельского поселения.

## География
Деревня находится в центральной части Брянской области, в зоне хвойно-широколиственных лесов, в пределах Полесской низменности, на реке Рожок.

### Климат
Климат характеризуется как умеренно континентальный, с тёплым летом и умеренно холодной зимой. Среднегодовая многолетняя температура воздуха составляет 5,2 °С. Средняя температура воздуха самого тёплого месяца (июля) — 18,4 °C (абсолютный максимум — 37,6 °C); самого холодного (января) — −8,1 °C (абсолютный минимум — −38 °C). Безморозный период длится 195—220 дней. Среднегодовое количество атмосферных осадков составляет 500—550 мм, из которых большая часть выпадает в тёплый период. Снежный покров держится в течение 125 дней. Преобладающие направления ветра в течение года южное и западное.

## Топоним
Название произошло от наименования реки Рог (Рожок), а вот «Зелёным» его прозвали из-за огромного количества зеленых лугов на его территории.

## История
Возникла в начале XX века как посёлок. В середине XX века появился одноимённый колхоз — «Зеленый Рог». До 1977 года входила в состав Пьянорогской волости.

## Население
| 2010 | 2013 |
| ---- | ---- |
| 13   | ↘12  |